# Cheumatopsyche globosa
Cheumatopsyche globosa är en nattsländeart som först beskrevs av Georg Ulmer 1910.  Cheumatopsyche globosa ingår i släktet Cheumatopsyche och familjen ryssjenattsländor. Inga underarter finns listade i Catalogue of Life.